# Стефан Йорданов
Стефан Пенчев Йорданов е български учен, историк-траколог, доцент, преподавател във ВТУ.

## Биография
Стефан Йорданов е роден на 15 ноември 1954 година в град Попово, България. Средното си образование завършва в Единно средно политехническо училище - Попово. Висшето си образование завършва във ВТУ „Св. св. Кирил и Методий“, специалност „История“, със защита на дипломна работа на тема „Специфика на раннокласовите общества в древността“ (1978). В периода от 1978 до 1982 година е учител в селата Славяново, Горица и Гърчиново.
От 1991 година е доктор по история с дисертационен труд на тема „Типология на държавообразувателните процеси в древността (по материали от Балкано-Анатолийския район от края на II - началото на I хил. пр.н.е.)“. От 2002 година е доцент по „История на Стария свят“ във ВТУ „Св. св. Кирил и Методий“.

## Научни интереси и занимания
Основни сфери на научни интереси и занимания: Древна история (държавообразувателните процеси в древността); История на древна Тракия (социална организация на палеобалканските народи в древността); История на религиите; История на ранното средновековие (социална и културна история на прабългари и славяни в древността и ранното средновековие); Културна и политическа антропология (на трите Америки).
Автор на монографията „Тракийският воин. Проучвания върху военната и социалната история на древна Тракия“ (2000), както и на десетки студии и статии в научния печат в България и в чужбина.